# 奧克拉德涅
49°3′1″N 27°38′47″E / 49.05028°N 27.64639°E
奧克拉德涅（烏克蘭語：Окладне），是烏克蘭的村落，位於該國西南部文尼察州，由日梅林卡區負責管轄，面積0.7平方公里，海拔高度322米，2001年人口621，人口密度每平方公里887.1人。